# Селма (Орегон)
Селма (енгл. Selma) насељено је место без административног статуса у америчкој савезној држави Орегон.

## Демографија
По попису из 2010. године број становника је 695.
| Група             | 2000.    | 2010.       |
| Белци             | 0 (0,0%) | 616 (88,6%) |
| Афроамериканци    | 0 (0,0%) | 0 (0,0%)    |
| Азијати           | 0 (0,0%) | 2 (0,3%)    |
| Хиспаноамериканци | 0 (0,0%) | 50 (7,2%)   |
| Укупно            | 0        | 695         |